# Lu Huali
Lu Huali (xinès: 路華利)  (Shenmu City, 14 de març de 1972) és una remadora xinesa, ja retirada, que va competir durant la dècada de 1990.
El 1992 va prendre part en els Jocs Olímpics d'Estiu de Barcelona on disputà dues proves del programa de rem. Guanyà la medalla de bronze, fent parella amb Gu Xiaoli, en la prova del doble scull, mentre en la del quàdruple scull fou setena.